# ناتو
سازمان پیمان آتلانتیک شمالی با کوته‌نوشت ناتو (به انگلیسی: North Atlantic Treaty Organization، NATO) (به فرانسوی: Organisation du traité de l'‌Atlantique Nord، OTAN) در ۴ آوریل ۱۹۴۹ میلادی (۱۵ فروردین ۱۳۲۸) با هدف دفاع جمعی در واشینگتن، دی.سی. پایه‌گذاری شد. این سازمان، بزرگ‌ترین پیمان نظامی در جهان است که ۳۲ کشور در آن عضویت دارند.
این پیمان در حال حاضر بزرگ‌ترین پیمان نظامی در جهان است و با پیوستن مونته‌نگرو در سال ۲۰۱۷،مقدونیه شمالی در ۲۷ مارس ۲۰۲۰، فنلاند در ۴ آوریل ۲۰۲۳، و سوئد در ۷ مارس ۲۰۲۴ شمار اعضای آن به ۳۲ عضو رسید.

## مفاد
قلب پیمان ناتو مادهٔ ۵ آن است که در آن کشورهای امضاکننده توافق کرده‌اند حمله نظامی علیه یک یا چند کشور عضو را به عنوان حمله به همه کشورهای عضو برشمارند و به مقابله آن برخیزند.
بر پایه ماده ۱۴ و پایانی این پیمان، متون انگلیسی و فرانسوی آن هر دو معتبر هستند. پیمان نزد دولت ایالات متحده آمریکا سپرده می‌شود. دولت ایالات متحده نیز نسخه‌های مورد تأیید آن را برای دولت‌های امضاکننده پیمان می‌فرستد.
در بند ۱۰ این پیمان آمده که درهای این سازمان به روی دیگر «کشورهای اروپایی» باز است. این یعنی از همان آغاز، ناتو برخلاف نامش یک پیمان نظامی میان برخی کشورهای حوزه اقیانوس اطلس نیست. بلکه پیمانی میان آمریکا و کانادا با برخی کشورهای اروپایی است.

## تأسیس

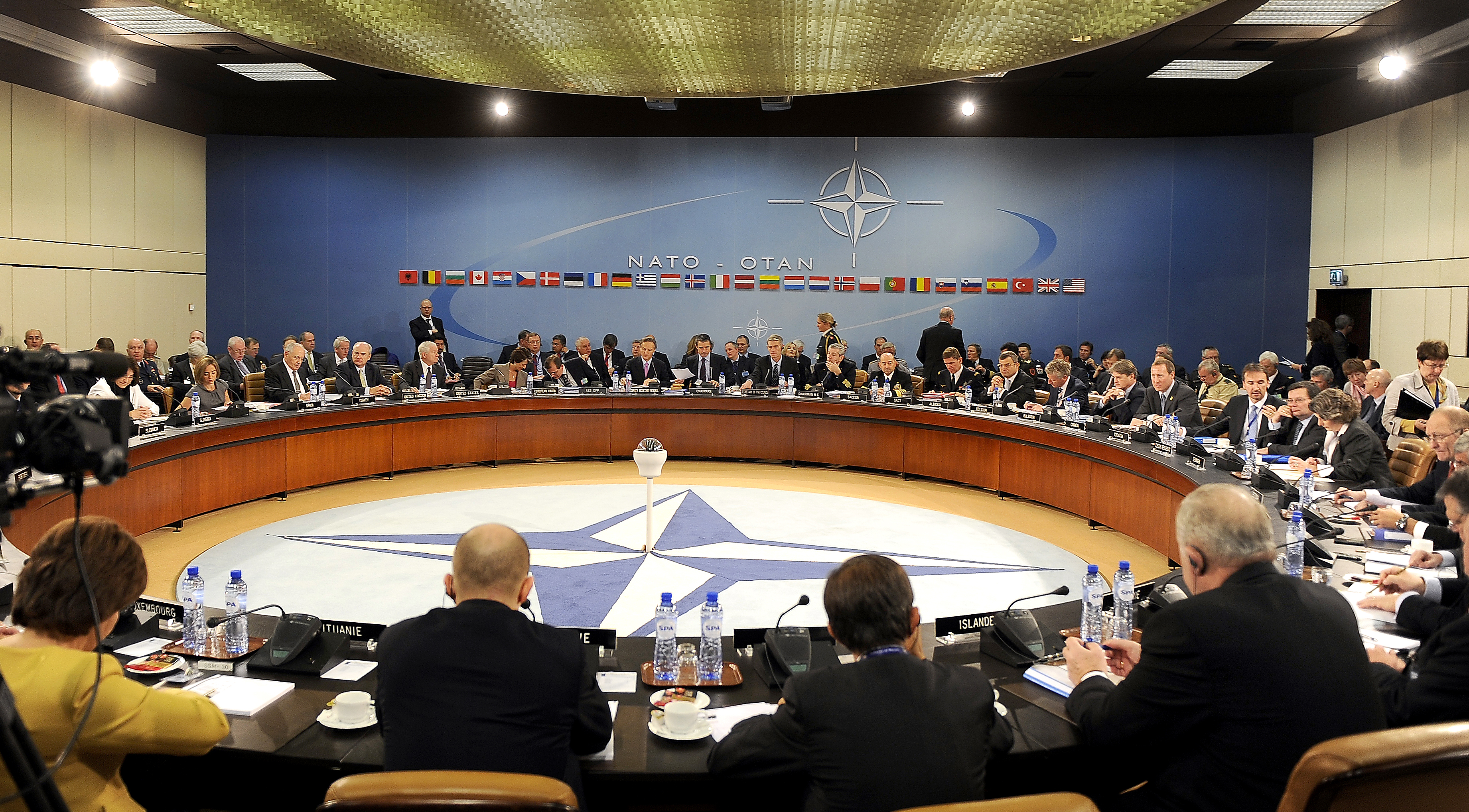
مجمع سازمان پیمان آتلانتیک شمالی یا ناتو در سال ۲۰۱۰

پیمان واشینگتن که بعدها به پیمان آتلانتیک شمالی شناخته شد با پیگیری و پافشاری بریتانیا برای پیوند زدن امنیت آن کشور و متحدان اروپایی آمریکا را به امنیت آمریکا و سلاح هسته‌ای آن آغاز شد. پس از مذاکراتی که از ژوئیه ۱۹۴۸ در واشینگتن آغاز شده بود در ۴ آوریل ۱۹۴۹ میان ایالات متحده آمریکا، اعضای پیمان بروکسل (بریتانیا، فرانسه، هلند، بلژیک و لوکزامبورگ) و دیگر کشورهای بلوک سرمایه‌داری که به این پیمان دعوت شده بودند (کانادا، دانمارک، ایسلند، ایتالیا، نروژ، و پرتغال) به امضا رسید.
پیش از آن سنای آمریکا در پاسخ به دخالت شوروی در کودتای چکسلواکی با تصویب قطعنامه واندنبرگ-کنالی در ۱۱ ژوئن ۱۹۴۸ به دولت آمریکا اجازه پذیرفتن تعهداتی در خارج از مرزهای آمریکا را داده بود.
شوروی در پاسخ به ناتو پیمان ورشو را تشکیل داد.

## گسترش اولیه
به منظور جلوگیری از حمله نیروهای آلمان شرقی و شوروی به آلمان غربی، نه تنها تقویت پیمان ناتو بلکه سپردن امور آن به دست ایالات متحده آمریکا نیز ضرورت یافته بود. در دسامبر ۱۹۵۰ ژنرال آیزنهاور به فرماندهی نیروهای ناتو در اروپا منصوب شد و دو سال پس از آن فرماندهی ناتو به وجود آمد. در فوریه ۱۹۵۲ در نشست لیسبون که مهم‌ترین گردهمایی اعضای ناتو پس از نشست واشینگتن بود ضرورت تقویت و پیوستن آلمان غربی به ناتو مطرح شد. همچنین قرار شد نیروهای ناتو طی دو سال از ۲۵ هنگ به ۹۶ هنگ افزایش یابند و اروپا به پنج ناحیه تقسیم شود.
در همین سال ترکیه و یونان به ناتو پیوستند و طرحی برای پیوستن آلمان (طرح پلون جامعه دفاع اروپا) پیشنهاد شد. این طرح با مخالفت فرانسه در ۱۹۵۴ شکست خورد و آلمان غربی در ۱۹۵۵ از طریق اتحادیه اروپای غربی وارد ناتو شد.

## گسترش پس از جنگ سرد
از سال ۱۹۹۹ تا ۲۰۰۴ میلادی ۱۰ کشور کمونیستی سابق به عضویت ناتو درآمدند و شمار اعضای ناتو به ۲۶ کشور افزایش یافت. در سال ۲۰۰۸ تلاش‌هایی برای گسترش ناتو به حوزه بالتیک و پیشروی مرزهای ناتو به نزدیکی مرزهای روسیه انجام گرفت و با مذاکرات برای عضویت سه کشور آلبانی، کرواسی، و جمهوری مقدونیه در ناتو موافقت شد. ولی درابتدا مخالفت‌هایی با عضویت گرجستان و اکراین که هم‌مرز با روسیه هستند صورت گرفت. در نهایت پس از شروع جنگ اوستیای جنوبی ۲۰۰۸ حمایت‌ها برای عضویت گرجستان افزایش یافت.

### پیوستن مونته‌نگرو
در ۵ ژوئن ۲۰۱۷ توماس شانون معاون وزیر امور خارجه آمریکا سند ورود مونته‌نگرو برای پیوستن به پیمان آتلانتیک شمالی را پذیرفت. داسکو مارکویچ نخست‌وزیر مونته‌نگرو رسماً این سند را به ناتو ارائه کرد و به این ترتیب مونته‌نگرو بیست و نهمین عضو ناتو شد. دبیرکل ناتو ینس استولتنبرگ برای استقبال از مونته‌نگرو به عنوان جدیدترین عضو این معاهده در این مراسم شرکت کرد. روز ۷ ژوئن ۲۰۱۷ پرچم مونته‌نگرو بر فراز مرکز فرماندهی ناتو برای نخستین بار برافراشته شد.

### پیوستن مقدونیه شمالی
در ۲۷ مارس ۲۰۲۰ سازمان پیمان آتلانتیک شمالی اعلام کرد که مقدونیه شمالی رسماً به این پیمان نظامی پیوسته است.
ناتو در بیانیه‌ای که در شهر بروکسل، ستاد آن منتشر شد گفت مقدونیه شمالی با تسلیم مجوز پیوستن خود به این پیمان به وزارت خارجه آمریکا رسماً به عضویت ناتو درآمده است.

## جنگ کوزوو
یکی از مهم‌ترین نقاط عطف تاریخ ناتو، مداخله نظامی این سازمان در جنگ کوزوو در سال ۱۹۹۹ بود. در این جنگ ناتو برای ۷۸ روز کوزوو را بمباران کرد. تلاش کشورهای اروپایی و آمریکا برای تصویب قطعنامه‌ای در شورای امنیت برای محکومیت جدایی‌طلبان کوزوو با وتوی روسیه مواجه شد. در نهایت اعضای ناتو بدون قطعنامه شورای امنیت و با زیر پا گذاشتن قوانین بین‌المللی به بهانه مسئولیت حمایت وارد جنگ شدند.

## افغانستان و عراق
پس از آغاز جنگ افغانستان و جنگ عراق نیروهای ناتو حوزه فعالیت‌های خود را به داخل مرزهای این دو کشور گسترش دادند. فعالیت ناتو در عراق منحصر به آموزش نظامی می‌شود. در افغانستان و در سال ۲۰۰۶ پس از درخواست هلند و آلمان نیروهای ناتو جایگزین نیروهای ایساف متعلق به سازمان ملل شدند. ناتو در سال ۲۰۰۸ رهبری ۴۷ هزار نیرو از ۴۰ کشور جهان را در افغانستان بر عهده داشت.

## کشمکش با روسیه
طرح گسترش ناتو به نزدیکی مرزهای روسیه باعث نگرانی دولت روسیه شد. پس از شروع جنگ اوستیای جنوبی ۲۰۰۸ و امضای قرارداد سپر موشکی آمریکا با لهستان این نگرانی‌ها افزایش پیدا کرد و در نهایت به کاهش روابط روسیه و ناتو در قالب شورای مشورتی و عدم شرکت روسیه در مانور مشترک نظامی با ناتو شد.
گسترش ناتو به سمت شرق و مرزهای روسیه همواره باعث نگرانی و اعتراض روسیه بوده است. این موضوع یکی از اصلی‌ترین دلایل حمله روسیه به اوکراین برای جلوگیری از نزدیک‌تر شدن ناتو به مرزهای خود بود.

## جنگ لیبی
در سال ۲۰۱۱ و در جریان انقلاب لیبی، ناتو بار دیگر در این کشور به مداخله نظامی دیگری دست زد. پس از آن جهان به این نتیجه رسید که ناتو یک تهدید جدی برای اعمال فشار بر حکومت‌های دیکتاتوری است که با جهان غرب رابطه خوبی ندارند.

## انتقادها
حامد کرزی رئیس‌جمهور پیشین افغانستان از عدم هماهنگی بین نیروهای افغانستان و ناتو انتقاد کرده و اعلام کرده که این موضوع در مواردی باعث کشته شدن شهروندان غیرنظامی افغانستان در عملیات نیروهای ناتو شده‌است.
دموکراسی، حقوق بشر، و آزادی‌های اساسی پیش‌شرط‌های عضویت در ناتو نیستند. پرتغال تا انقلاب میخک در سال ۱۹۷۴ یک دیکتاتوری نظامی بود.  یونان و ترکیه بارها با کودتا و حکومت‌های نظامی روبرو بوده‌اند.
ناتو نقش چماق بزرگ در دست جهان غرب را بازی می‌کند. نمونه‌های آن مداخله جنگ کوزوو و جنگ داخلی لیبی هستند. به همین دلیل رقبای جهانی و منطقه‌ای ناتو به آن با بدبینی نگاه می‌کنند.

## هفتادمین سالگرد
در ۴ آوریل ۲۰۱۹ آیین بزرگداشت هفتادمین سالگرد تأسیس ناتو در واشینگتن دی سی آمریکا برگزار شد.
- مایک پنس معاون رئیس‌جمهوری آمریکا (دونالد ترامپ) در جریان سخنرانی در این مراسم، از ناتو به عنوان یکی از موفق‌ترین پیمان و معاهده‌ها در تاریخ بشر نام برد.[۲۲] و مهم‌ترین چالش پیش روی ناتو در دهه آینده را چین دانست.[۲۳]
- مایک پمپئو، وزیر امور خارجه ایالات متحده در این مراسم گفت: «درحال‌حاضر شش اقتصاد بزرگ و فعال جهان، عضو ناتو هستند. پس از حملات یازدهم سپتامبر، ناتو برای نخستین بار در تاریخِ خود اصل پنجم را فعال کرده و به کمک ایالات متحده آمد. بیایید همه با هم همکاری کنیم تا ناتو همان سپر دفاعی باشد که پرزیدنت هری ترومن در زمان تشکیل ناتو از آن یاد کرد.»[۲۴]
- ینس استولتنبرگ دبیرکل ناتو در نشست مشترک کنگره آمریکا گفت: «۷۰ سال صلح و ثبات نشان می‌دهد ناتو باسابقه‌ترین و موفقترین پیمان در تاریخ است.»[۲۵][۲۶]

## کشورهای عضو
۳۲ کشوری که عضو ناتو هستند عبارتند از:
- آلبانی
- بلژیک
- بلغارستان
- کانادا
- کرواسی
- چک
- دانمارک
- استونی
- فنلاند
- فرانسه
- آلمان
- یونان
- مجارستان
- ایسلند
- ایتالیا
- لتونی
- لیتوانی
- لوکزامبورگ
- مونته‌نگرو
- هلند
- مقدونیه شمالی
- نروژ
- لهستان
- پرتغال
- رومانی
- اسلواکی
- اسلوونی
- اسپانیا
- سوئد
- ترکیه
- بریتانیا
- ایالات متحده آمریکا

| A map of Europe with countries in blue, cyan, orange, and yellow based on their NATO affiliation. | A world map with countries in blue, cyan, orange, yellow, purple, and green, based on their NATO affiliation. |                 |                 |                                                                                        |                                                                                        | | |                                                          |                                                          |                                        |                                        |                                                                             |                                                                             |                                                                             |
| \| \| اعضای ناتو \| \| طرح اقدام عضویت \| \| طرح اقدام مشارکت فردی \| \| مشارکت برای صلح \| \| گفتگوی مدیترانه‌ای \| \| ابتکار همکاری استانبول \| \| شرکای جهانی \| \| \| آلبانی · بلژیک · بلغارستان · کانادا · کرواسی · جمهوری چک · دانمارک · استونی · فنلاند · فرانسه · آلمان · یونان · مجارستان · ایسلند · ایتالیا · لتونی · لیتوانی · لوکزامبورگ · مونته‌نگرو مقدونیه شمالی · سوئد · هلند · نروژ · لهستان · پرتغال · رومانی · اسلواکی · اسلوونی · اسپانیا · ترکیه · بریتانیا · ایالات متحده آمریکا \| آلبانی · بلژیک · بلغارستان · کانادا · کرواسی · جمهوری چک · دانمارک · استونی · فنلاند · فرانسه · آلمان · یونان · مجارستان · ایسلند · ایتالیا · لتونی · لیتوانی · لوکزامبورگ · مونته‌نگرو مقدونیه شمالی · سوئد · هلند · نروژ · لهستان · پرتغال · رومانی · اسلواکی · اسلوونی · اسپانیا · ترکیه · بریتانیا · ایالات متحده آمریکا \| بوسنی و هرزگوین \| بوسنی و هرزگوین \| ارمنستان · جمهوری آذربایجان · بوسنی و هرزگوین · گرجستان · قزاقستان · مولدووا · اوکراین \| ارمنستان · جمهوری آذربایجان · بوسنی و هرزگوین · گرجستان · قزاقستان · مولدووا · اوکراین \| ارمنستان · اتریش · جمهوری آذربایجان · بلاروس · بوسنی و هرزگوین گرجستان · جمهوری ایرلند · قزاقستان · قرقیزستان · مالت · مولدووا · روسیه · صربستان · سوئیس · تاجیکستان · ترکمنستان · اوکراین · ازبکستان \| ارمنستان · اتریش · جمهوری آذربایجان · بلاروس · بوسنی و هرزگوین گرجستان · جمهوری ایرلند · قزاقستان · قرقیزستان · مالت · مولدووا · روسیه · صربستان · سوئیس · تاجیکستان · ترکمنستان · اوکراین · ازبکستان \| الجزایر · مصر · اسرائیل · اردن · موریتانی · مراکش · تونس \| الجزایر · مصر · اسرائیل · اردن · موریتانی · مراکش · تونس \| بحرین · کویت · قطر · امارات متحده عربی \| بحرین · کویت · قطر · امارات متحده عربی \| استرالیا · کلمبیا · عراق · ژاپن · مغولستان · پاکستان · نیوزیلند · کره جنوبی \| استرالیا · کلمبیا · عراق · ژاپن · مغولستان · پاکستان · نیوزیلند · کره جنوبی \| استرالیا · کلمبیا · عراق · ژاپن · مغولستان · پاکستان · نیوزیلند · کره جنوبی \| | |                 |                 |                                                                                        |                                                                                        | | |                                                          |                                                          |                                        |                                        |                                                                             |                                                                             |                                                                             |
| | اعضای ناتو |                 | طرح اقدام عضویت |                                                                                        | طرح اقدام مشارکت فردی                                                                  | | مشارکت برای صلح |                                                          | گفتگوی مدیترانه‌ای                                        |                                        | ابتکار همکاری استانبول                 |                                                                             | شرکای جهانی                                                                 |                                                                             |
| آلبانی · بلژیک · بلغارستان · کانادا · کرواسی · جمهوری چک · دانمارک · استونی · فنلاند · فرانسه · آلمان · یونان · مجارستان · ایسلند · ایتالیا · لتونی · لیتوانی · لوکزامبورگ · مونته‌نگرو مقدونیه شمالی · سوئد · هلند · نروژ · لهستان · پرتغال · رومانی · اسلواکی · اسلوونی · اسپانیا · ترکیه · بریتانیا · ایالات متحده آمریکا | آلبانی · بلژیک · بلغارستان · کانادا · کرواسی · جمهوری چک · دانمارک · استونی · فنلاند · فرانسه · آلمان · یونان · مجارستان · ایسلند · ایتالیا · لتونی · لیتوانی · لوکزامبورگ · مونته‌نگرو مقدونیه شمالی · سوئد · هلند · نروژ · لهستان · پرتغال · رومانی · اسلواکی · اسلوونی · اسپانیا · ترکیه · بریتانیا · ایالات متحده آمریکا | بوسنی و هرزگوین | بوسنی و هرزگوین | ارمنستان · جمهوری آذربایجان · بوسنی و هرزگوین · گرجستان · قزاقستان · مولدووا · اوکراین | ارمنستان · جمهوری آذربایجان · بوسنی و هرزگوین · گرجستان · قزاقستان · مولدووا · اوکراین | ارمنستان · اتریش · جمهوری آذربایجان · بلاروس · بوسنی و هرزگوین گرجستان · جمهوری ایرلند · قزاقستان · قرقیزستان · مالت · مولدووا · روسیه · صربستان · سوئیس · تاجیکستان · ترکمنستان · اوکراین · ازبکستان | ارمنستان · اتریش · جمهوری آذربایجان · بلاروس · بوسنی و هرزگوین گرجستان · جمهوری ایرلند · قزاقستان · قرقیزستان · مالت · مولدووا · روسیه · صربستان · سوئیس · تاجیکستان · ترکمنستان · اوکراین · ازبکستان | الجزایر · مصر · اسرائیل · اردن · موریتانی · مراکش · تونس | الجزایر · مصر · اسرائیل · اردن · موریتانی · مراکش · تونس | بحرین · کویت · قطر · امارات متحده عربی | بحرین · کویت · قطر · امارات متحده عربی | استرالیا · کلمبیا · عراق · ژاپن · مغولستان · پاکستان · نیوزیلند · کره جنوبی | استرالیا · کلمبیا · عراق · ژاپن · مغولستان · پاکستان · نیوزیلند · کره جنوبی | استرالیا · کلمبیا · عراق · ژاپن · مغولستان · پاکستان · نیوزیلند · کره جنوبی |